# Luigi Ambrosio
Pour les articles homonymes, voir Ambrosio.
Luigi Ambrosio (né en 1963 à Alba, au Piémont) est un mathématicien italien, actuellement professeur à l'école normale supérieure de Pise. Il est principalement connu pour ses travaux sur le calcul des variations, la théorie géométrique de la mesure et la théorie du transport.

## Biographie
Admis à l'école normale supérieure de Pise en 1981, où il est fortement marqué par l'influence d'Ennio De Giorgi, Luigi Ambrosio soutient sa thèse de Master en 1985. Il obtient son premier poste en 1988 à l’université de Rome « Tor Vergata » (Rome II), sans avoir soutenu son doctorat (entamé sous la direction de De Giorgi). Il occupe divers postes en Italie (entre autres à l'université de Pise et à l'université de Pavie) avant d’être nommé en 1997 à l’École normale supérieure de Pise. Il a encadré de nombreuses thèses, dont notamment celles de Nicola Gigli et d'Alessio Figalli  (cette dernière ayant été faite en co-tutelle avec Cédric Villani à l'ENS de Lyon). Luigi Ambrosio a également enseigné au Max Planck Institute de Leipzig, au Massachusetts Institute of Technology, à l'école polytechnique fédérale de Zurich et à l’Institut Henri-Poincaré de Paris.

## Travaux
Outre ses travaux en calcul des variations, en théorie géométrique de la mesure et en théorie du transport, Ambrosio a également travaillé sur la théorie des courants.

## Prix et distinctions
Luigi Ambrosio a reçu de nombreuses récompenses au cours de sa carrière. En 1991 il reçoit le prix Bartolozzi (prix italien décerné tous les deux ans à un mathématicien italien de moins de 33 ans). En 1998, il se voit attribuer le prix Caccioppoli (prix italien décerné tous les quatre ans à un mathématicien italien de moins de 38 ans). Il reçoit également le prix Fermat en 2003. En 2015 il est lauréat du prix mathématique de l'Académie italienne des sciences.
En 2002, il est orateur au congrès international des mathématiciens de Pékin. En 2008, il est conférencier plénier au congrès européen des mathématiciens à Amsterdam.
Depuis 2005, il est membre permanent de l’Académie des Lyncéens.
Le 29 octobre 2015, il reçoit les insignes et le diplôme de docteur honoris causa de l’École normale supérieure de Lyon.
En 2019 il reçoit le Prix Balzan pour la théorie de équations aux dérivées partielles